# Hermann Hettner

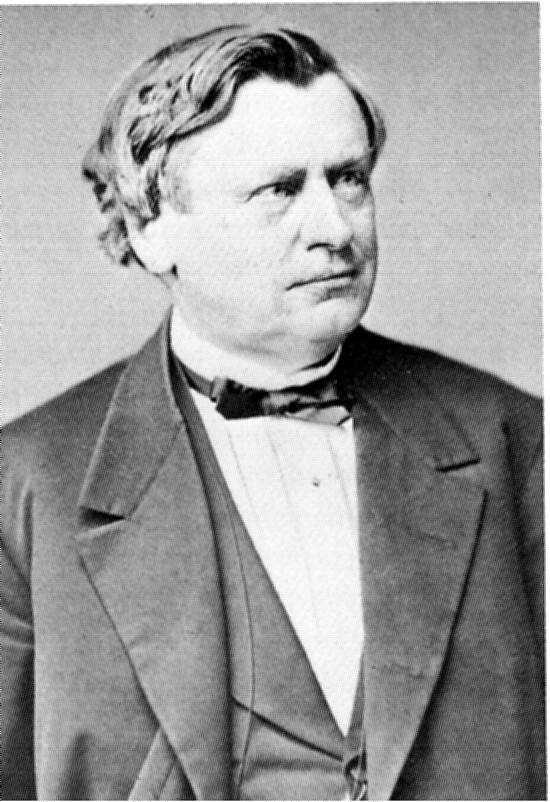
Hermann Hettner (um 1870)

Hermann Julius Theodor Hettner (* 12. März 1821 auf Gut Niederleyserdorf bei Goldberg/Schlesien, heute Złotoryja; † 29. Mai 1882 in Dresden) war ein deutscher Literaturhistoriker, Kunsthistoriker und Museumsdirektor.

## Leben und Werke
Hermann Hettner wurde als zweiter Sohn des Rittergutsbesitzer Karl Friedrich Hettner (1788–1867) und der Anna Helene Döring (1788–1847) auf dem nahe Adelsdorf gelegenen Gut Niederleyserdorf bei Goldberg geboren. Von 1833 bis 1838 besuchte er das Gymnasium in Hirschberg, studierte in Berlin, Heidelberg und Halle Philosophie und Philologie, wandte sich aber seit 1843, namentlich während eines Aufenthalts in Breslau, von den philosophischen zu kunst- und literaturgeschichtlichen Studien. Zu diesem Zweck unternahm er 1844 eine mehrjährige Reise nach Italien, verweilte hauptsächlich in Rom und Neapel und kehrte erst Ostern 1847 nach Deutschland zurück. Als Ergebnis der italienischen Reise erschienen die Vorschule zur bildenden Kunst der Alten (Oldenburg 1848) und Die neapolitanischen Malerschulen (in Schweglers Jahrbüchern).
Hettner habilitierte sich 1847 in Heidelberg als Privatdozent der Ästhetik und Kunstgeschichte. Im Revolutionsjahr 1848 schloss er dort Freundschaft mit dem Philosophen Ludwig Feuerbach, dem niederländischen Naturwissenschaftler Jakob Moleschott und dem Schweizer Dichter Gottfried Keller. Im selben Jahr heiratete er Marie, Tochter des Staatsmanns Freiherr von Stockmar aus Coburg. Aus dieser Ehe gingen drei Kinder hervor, darunter der deutsche Archäologe Felix Hettner.
Hettners Werk Die Romantische Schule in ihrem Zusammenhang mit Goethe und Schiller erschien 1850 wie fast alle seine weiteren Schriften im Verlag von Eduard Vieweg in Braunschweig. Das Werk veranlasste seine Berufung an die Universität Jena, wohin er Ostern 1851 als außerordentlicher Professor der Ästhetik, der Kunst- und Literaturgeschichte ging. Im Sommer 1852 unternahm er von hier aus gemeinsam mit den Altphilologen Karl Wilhelm Göttling und Ludwig Preller eine Reise nach Griechenland, die er in den Griechischen Reiseskizzen (1853) beschrieb. Noch vorher war sein Buch Das moderne Drama (1852) erschienen, das er in engem brieflichem Kontakt mit seinem Freund Keller verfasst hatte.
1855 wurde Hettner als Direktor an die königliche Antikensammlung sowie als Professor der Kunstgeschichte an die Akademie der bildenden Künste nach Dresden berufen. Ein Jahr später starb seine Frau Marie, mit der er drei Kinder hatte. 1858 heiratete Hettner Anna Grahl, Tochter des Dresdner Malers August Grahl. Aus dieser Ehe gingen sieben weitere Kinder hervor, unter ihnen der Geograph Alfred Hettner und der sächsische Politiker und Richter Franz Hettner. Hettners wohnten auf der Wiener Straße und in den Sommermonaten mietete sich die nun große Familie in der so genannten „Villa Betti“, welche an das Anwesen der Villa Rosa angrenzte, ein.

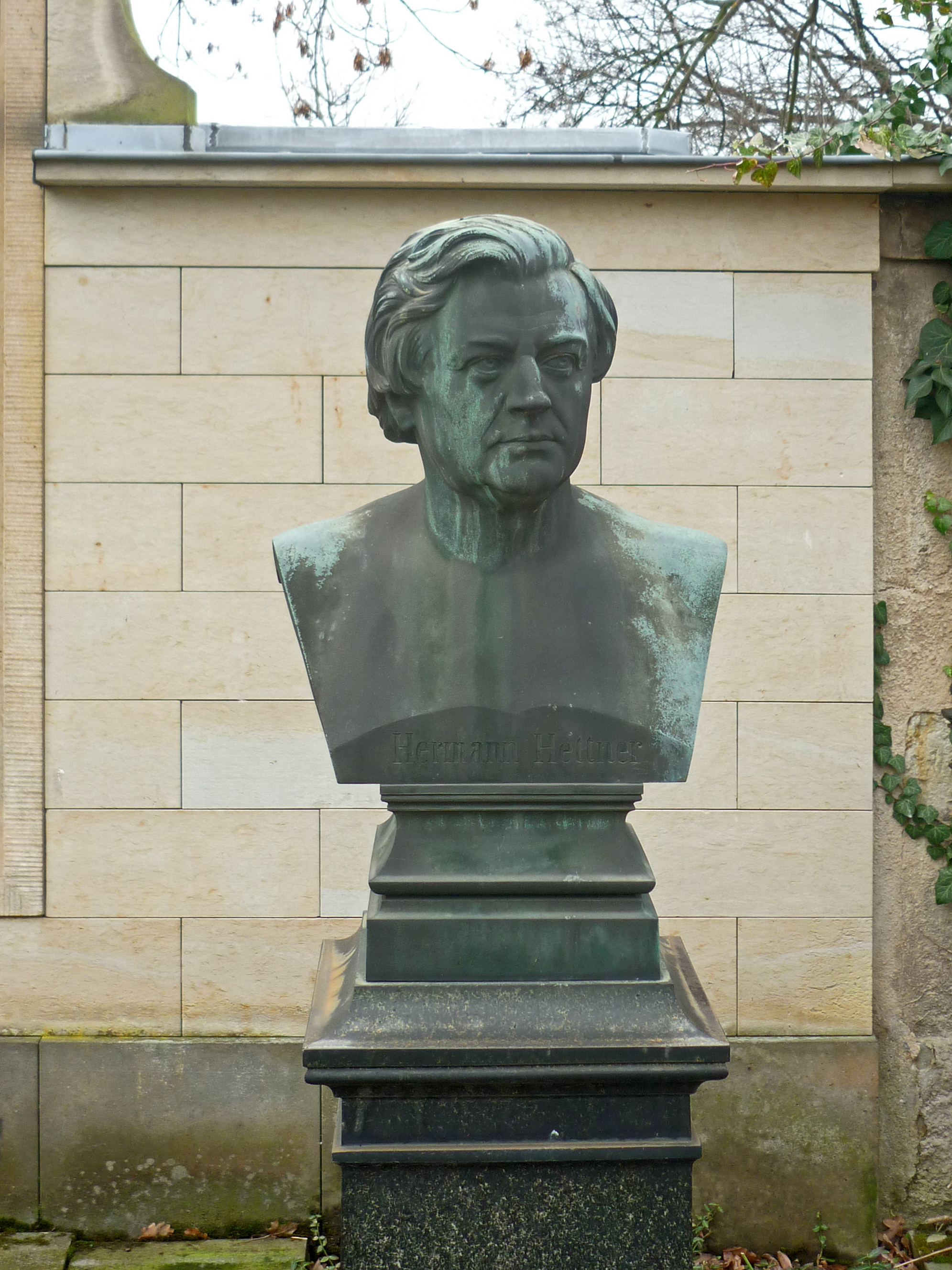
Hettner-Grabstätte mit der Büste Hermann Hettners von Ernst Hähnel auf dem Alten Annenfriedhof in Dresden

Durch die Übernahme der Direktion auch des historischen Museums und die Berufung zum ordentlichen Professor der Kunstgeschichte am königlichen Polytechnikum erweiterte sich Hettners Dresdner Wirkungskreis bedeutend. Schon bevor er Jena verlassen hatte, war der erste Teil seines umfassenden Hauptwerkes: Literaturgeschichte des 18. Jahrhunderts erschienen, welches bis 1870 vollendet wurde und die englische, französische und deutsche Literatur behandelt (1855–79 in mehreren Auflagen). Diese zugleich wissenschaftliche und durch die lebendig fesselnde Darstellung auch populäre Literaturgeschichte gehört zu den geistreichsten und wirkungsvollsten Werken des 19. Jahrhunderts.
Nach Vollendung seiner Literaturgeschichte wandte sich Hettner vorwiegend kunsthistorischen Studien zur Geschichte der Renaissance zu, als deren erste Frucht die Italienischen Studien (1879) hervortraten.
Hettner war Angehöriger des (kurzlebigen) Corps Silesia Berlin (1839/40) und des Corps Saxo-Borussia Heidelberg (1841).
Hermann Hettner starb am 29. Mai 1882. Sein Grab auf dem Alten Annenfriedhof in Dresden befand sich zunächst in einer Familiengrabstätte, die 1979 und 1983 nach einem Entwurf von Jürgen Schieferdecker zu einer Gedenkstätte der TU Dresden umgestaltet wurde und heute an acht weitere bedeutende Professoren erinnern soll, deren Gräber im Zweiten Weltkrieg zerstört worden waren, darunter Julius Ambrosius Hülße, Gustav Zeuner, Georg Helm und Martin Dülfer. Im Mai 2020 stahlen Unbekannte die von Ernst Hähnel geschaffenen Bronzebüste sowie mehrere Schmuckurnen. Eine Initiative des Verbands der Annenfriedhöfe, der TU Dresden und eines Grabpaten wurde gestartet, die vom Stadtbezirksamt Plauen der Landeshauptstadt und von der TU Dresden finanziert wurden. Beauftragt wurde eine Weinböhlaer Kunstformerei mit der Anfertigung einer Kopie auf Grundlage einer Abformung der Originalbüste in den Staatlichen Kunstsammlungen Dresden. Sie besteht aus einer Mischung aus Acryl und Kupferpulver, das die charakteristische Patina der originalen Plastik nachahmt. Die Replik wurde am 21. Dezember 2020 auf dem Alten Annenfriedhof aufgestellt.

## Nachkommen
aus 1. Ehe mit Marie geb. Stockmar (1827–1856):
1. Elisabeth Hettner
2. Georg Hettner (1854–1914), deutscher Mathematiker
3. Felix Hettner (1851–1902), Archäologe

aus 2. Ehe mit Anna Elisabeth geb. Grahl (1838–1897):
1. Alfred Hettner (1859–1941), Geograph ⚭ 1899 Bertha Rohde (1879–1902); ⚭ 1925 Marie Mall († 1955)
2. Marie Anna Elisabeth Hettner (1860–1905) ⚭ 1886 Friedrich (Fritz) Wilhelm Jakob Ostermayer (1859–1925), Konservator und Kunstwart in Dessau
3. Hermann Martin Hettner (* 1862; † 1884 Selbstmord)
4. Franz Hettner (1863–1946), Verwaltungsjurist, sächsischer Politiker und Richter ⚭ 1893 Anna Elise Stübel (* 1870)
5. Rosa (Röschen) Hettner (1865–1934) ⚭ 1886 Richard Schmaltz (1865–1935), Arzt
6. Erich Hettner (1868–1933), Unternehmer, Gründer der Bohrmaschinenfabrik Hettner ⚭ 1900 Grete Unger (1881–1959)
7. Otto Hettner (1875–1931), Maler ⚭ Jeanne Alexandrine Thibert
  1. Roland Hettner (1905–1978), Maler und Keramiker
  2. Sabine Hettner (1907–1985), Malerin

## Publikationen

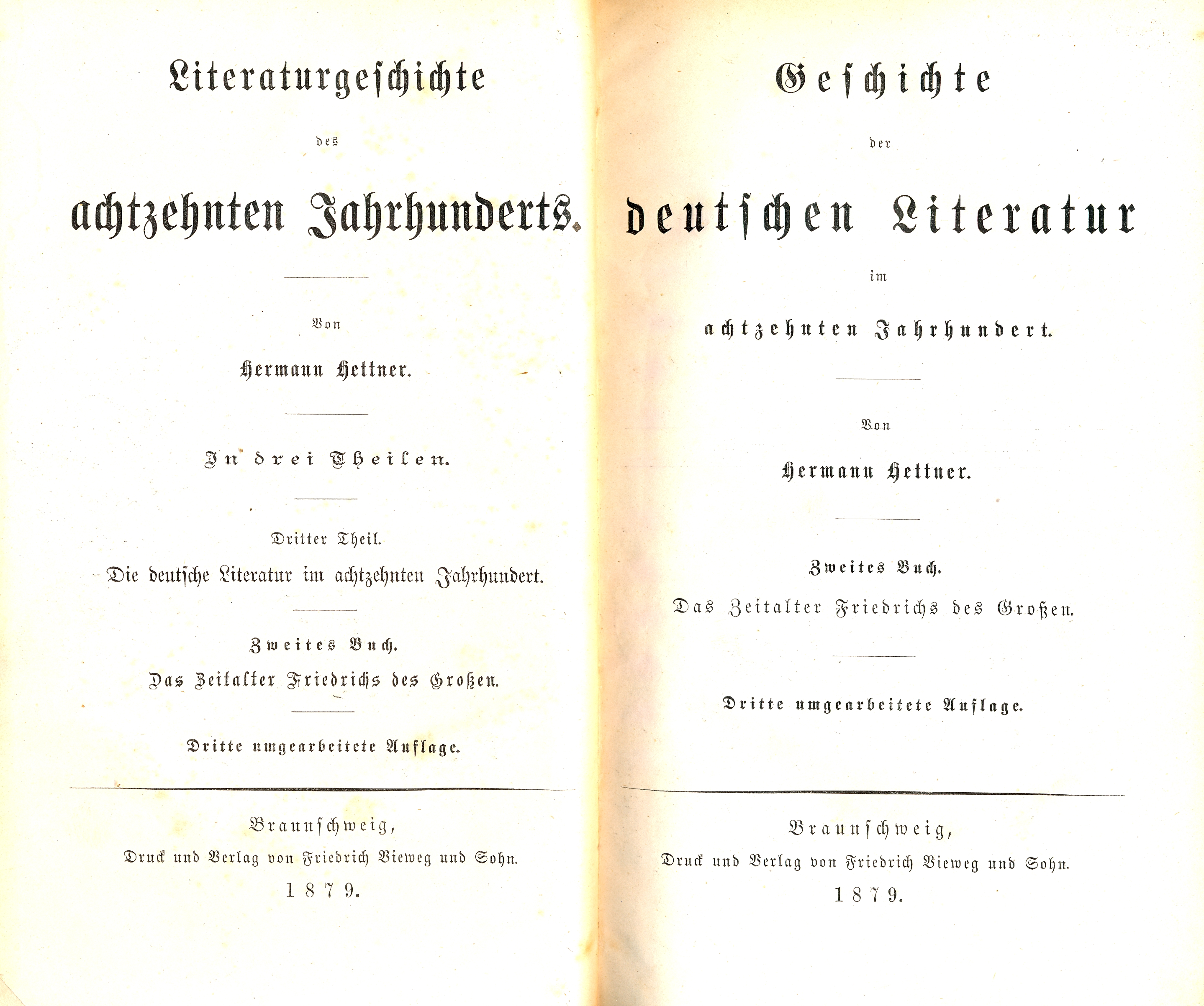
Geschichte der deutschen Literatur im achtzehnten Jahrhundert, Braunschweig 1879 (Doppel-Titelseite)

- Griechische Reiseskizzen. Friedrich Vieweg und Sohn, Braunschweig 1853.
- Geschichte der französischen Literatur im achtzehnten Jahrhundert. Friedrich Vieweg und Sohn, Braunschweig 1860.
- Geschichte der deutschen Literatur im achtzehnten Jahrhundert, Friedrich Vieweg und Sohn, Braunschweig 1879
- Literaturgeschichte des achtzehnten Jahrhunderts. In 3 Teilen. Friedrich Vieweg und Sohn, Braunschweig 1856 ff.
- Die Bildwerke der königlichen Antikensammlung zu Dresden. Dresden 1856, 3. Auflage 1875.
- Der Zwinger zu Dresden. Leipzig 1873.
- Georg Forster’s Briefwechsel mit S. Th. Sömmering. Hrsg. von H. Hettner. Braunschweig 1877.
- Kleine Schriften. Hrsg. von Anna Hettner. Braunschweig 1884.

### Briefwechsel
- Jürgen Jahn: Der Briefwechsel zwischen Gottfried Keller und Hermann Hettner. Berlin und Weimar 1964.